# Dysschema fenestrata
Dysschema fenestrata är en fjärilsart som beskrevs av Walker 1855. Dysschema fenestrata ingår i släktet Dysschema och familjen björnspinnare. Inga underarter finns listade i Catalogue of Life.